# Rotherham County FC
Rotherham County FC (celým názvem: Rotherham County Football Club) byl anglický fotbalový klub, který sídlil ve městě Rotherham v metropolitním hrabství South Yorkshire. Založen byl v roce 1870 pod názvem Thornhill FC. V roce 1905 se přejmenoval na Rotherham County FC. V letech 1919 až 1925 byl klub členem profesionální Football League. Zanikl v roce 1925 po fúzi s Rotherham Town do nově vytvořeného klubu Rotherham United. Klubové barvy byly černá a bílá.
Své domácí zápasy odehrával na stadionu Millmoor.

## Historické názvy
Zdroj: 
- 1870 – Thornhill FC (Thornhill Football Club)
- 1905 – Rotherham County FC (Rotherham County Football Club)
- 1925 – fúze s Rotherham Town FC ⇒ Rotherham United FC
- 1925 – zánik

## Získané trofeje
- Sheffield & Hallamshire Senior Cup ( 2× )
  - 1912/13, 1913/14

## Úspěchy v domácích pohárech
Zdroj: 
- FA Cup
  - 1. kolo: 1922/23

## Umístění v jednotlivých sezonách
Stručný přehled
Zdroj: 
- 1903–1915: Midland Football League
- 1919–1923: Football League Second Division
- 1923–1925: Football League Third Division North

Jednotlivé ročníky
Zdroj: 
Legenda: Z - zápasy, V - výhry, R - remízy, P - porážky, VG - vstřelené góly, OG - obdržené góly, +/- - rozdíl skóre, B - body, červené podbarvení - sestup, zelené podbarvení - postup, fialové podbarvení - reorganizace, změna skupiny či soutěže
| Anglie (1903 – 1925)                                      |                         |        |    |    |    |    |     |    |     |    |        |
| Sezóny                                                    | Liga                    | Úroveň | Z  | V  | R  | P  | VG  | OG | +/- | B  | Pozice |
| 1903/04                                                   | Midland Football League | –      | 34 | 10 | 9  | 15 | 49  | 59 | -10 | 29 | 9.     |
| 1904/05                                                   | Midland Football League | –      | 32 | 18 | 5  | 9  | 58  | 41 | +17 | 41 | 5.     |
| 1905/06                                                   | Midland Football League | –      | 34 | 14 | 3  | 17 | 65  | 58 | +7  | 31 | 10.    |
| 1906/07                                                   | Midland Football League | –      | 38 | 13 | 8  | 17 | 57  | 63 | -6  | 34 | 10.    |
| 1907/08                                                   | Midland Football League | –      | 38 | 9  | 8  | 21 | 46  | 88 | -42 | 26 | 19.    |
| 1908/09                                                   | Midland Football League | –      | 38 | 19 | 2  | 17 | 77  | 67 | +10 | 40 | 9.     |
| 1909/10                                                   | Midland Football League | –      | 42 | 17 | 8  | 17 | 68  | 80 | -12 | 42 | 11.    |
| 1910/11                                                   | Midland Football League | –      | 38 | 19 | 7  | 12 | 81  | 72 | +9  | 45 | 6.     |
| 1911/12                                                   | Midland Football League | –      | 36 | 23 | 5  | 8  | 92  | 56 | +36 | 51 | 1.     |
| 1912/13                                                   | Midland Football League | –      | 38 | 28 | 5  | 5  | 111 | 37 | +74 | 61 | 1.     |
| 1913/14                                                   | Midland Football League | –      | 34 | 25 | 2  | 7  | 92  | 38 | +54 | 52 | 1.     |
| 1914/15                                                   | Midland Football League | –      | 38 | 23 | 8  | 7  | 104 | 42 | +62 | 54 | 1.     |
| V letech 1915 až 1918 se nehrála žádná pravidelná soutěž. |                         |        |    |    |    |    |     |    |     |    |        |
| 1919/20                                                   | Second Division         | 2      | 42 | 13 | 8  | 21 | 51  | 83 | -32 | 34 | 17.    |
| 1920/21                                                   | Second Division         | 2      | 42 | 12 | 12 | 18 | 37  | 53 | -16 | 36 | 19.    |
| 1921/22                                                   | Second Division         | 2      | 42 | 14 | 11 | 17 | 32  | 43 | -11 | 39 | 16.    |
| 1922/23                                                   | Second Division         | 2      | 42 | 13 | 9  | 20 | 44  | 63 | -24 | 35 | 21.    |
| 1923/24                                                   | Third Division North    | 3      | 42 | 23 | 6  | 13 | 70  | 43 | +27 | 52 | 4.     |
| 1924/25                                                   | Third Division North    | 3      | 42 | 7  | 7  | 28 | 42  | 88 | -46 | 21 | 22.    |